# Ellips
Ellips, pseudonimo di Elisa Katariina Tiilikainen, conosciuta anche come Elli Haloo (Kallio, 30 luglio 1990), è una cantante finlandese, voce e basso degli Haloo Helsinki!.

## Biografia
Ellips è entrata a far parte del gruppo musicale pop rock Haloo Helsinki! nell'autunno del 2006 come cantante e bassista. Il complesso ha riscosso enorme successo in Finlandia, con oltre dieci certificazioni fra dischi d'oro e di platino e molteplici album e singoli al numero uno in classifica.
Nel 2018 la band ha annunciato una pausa di due anni e mezzo. Ellips, fino ad allora conosciuta come Elli Haloo, ha firmato un contratto con la EMI Music Finland per la pubblicazione del suo primo album da solista, che ha visto la luce il 12 aprile 2019 con il titolo Yhden naisen hautajaiset. L'album è entrato direttamente al primo posto della classifica degli album e ha prodotto un singolo top ten nella Suomen virallinen lista, Maailma on rikki.

## Discografia

### Album
- 2019 – Yhden naisen hautajaiset

### Singoli
- 2019 – Maailma on rikki
- 2019 – Kolera-allas
- 2019 – On kesäyö